# Тсолго-Мустъярв
Тсо́лго-Му́стъярв (Тсолго; эст. Tsolgo Mustjärv) или Му́стъярв (устар. Муста, Муст; эст. Mustjärv, Musta järv) — эвтрофное озеро на юго-востоке Эстонии. Располагается на территории деревни Тсолго волости Выру в уезде Вырумаа. Четвёртое по глубине среди озёр Эстонии. Входит в состав озёрной группы Тсолго. Относится к бассейну Выханду.
Озеро имеет овалообразную форму, вытянуто в субмеридиональном направлении. Находится на высоте 81,1 м над уровнем моря, примерно в 10 км северо-восточнее города Выру. Площадь озера составляет 0,061 км², длина — 0,35 км, ширина — 0,2 км. Протяжённость береговой линии — 0,964 км. Наибольшая глубина — 29,7 м, средняя глубина — 9,1 м. Постоянный сток из озера отсутствует, во время половодья сток идёт на юго-запад в бассейн ручья Кариоя, левого притока реки Выханду. В ихтиофауне преобладают следующие виды: окунь, плотва, щука и лещ.